# Rozmaitość różniczkowa zanurzona w przestrzeni euklidesowej
Rozmaitość różniczkowa (w {\displaystyle \mathbb {R} ^{n}}), czasem: rozmaitość różniczkowa zanurzona w {\displaystyle \mathbb {R} ^{n}} – podzbiór {\displaystyle \mathbb {R} ^{n},} który lokalnie, tzn. w otoczeniu każdego punktu, wygląda jak {\displaystyle \mathbb {R} ^{k}} (mówiąc ściślej: jak zbiór otwarty w {\displaystyle \mathbb {R} ^{k}}) dla pewnego {\displaystyle k\leqslant n,} ponadto nie ma „kantów”. Liczba {\displaystyle k} jest taka sama dla każdego punktu rozmaitości i nazywa się ją wymiarem rozmaitości różniczkowej. Rozmaitości różniczkowe (zanurzone w {\displaystyle \mathbb {R} ^{n}}) stanowią uogólnienie zbiorów otwartych, krzywych i powierzchni w {\displaystyle \mathbb {R} ^{n}.} Pojawiają się w sposób naturalny w wielu zagadnieniach matematyki czystej. Np. metoda mnożników Lagrange’a matematycznie sprowadza się do szukania ekstremum pewnej funkcji zdefiniowanej na rozmaitości różniczkowej.
Dla funkcji pomiędzy rozmaitościami możliwe jest zdefiniowanie różniczkowalności i pochodnej. Dzięki temu możliwe jest uprawianie rachunku różniczkowego na rozmaitościach. Poprzez wprowadzeniu tzw. form różniczkowych możliwe jest także uprawianie rachunku całkowego na rozmaitościach.
Rozmaitości różniczkowe zanurzone w {\displaystyle \mathbb {R} ^{n}} są wystarczające na potrzeby wielu zagadnień matematyki, nie są jednak wystarczające na potrzeby nowoczesnej fizyki. Z tego powodu wprowadza się ogólne, abstrakcyjne rozmaitości różniczkowe, które niekoniecznie muszą być podzbiorami {\displaystyle \mathbb {R} ^{n}} i mogą mieć znacznie bardziej złożoną naturę.

## Definicja
Podzbiór {\displaystyle M\subset \mathbb {R} ^{n}} nazywa się {\displaystyle k}-wymiarową rozmaitością różniczkową (w {\displaystyle \mathbb {R} ^{n}}), jeżeli dla każdego {\displaystyle p\in M} istnieje zbiór otwarty {\displaystyle V\subset \mathbb {R} ^{n}} zawierający {\displaystyle p,} zbiór otwarty {\displaystyle W\subset \mathbb {R} ^{k}} oraz funkcja różnowartościowa i klasy {\displaystyle C^{\infty }} {\displaystyle g\colon W\to \mathbb {R} ^{n}} taka, że
(1) {\displaystyle g(W)=V\cap M.}
(2) Pochodna {\displaystyle dg(x)} ma rząd {\displaystyle k} dla każdego {\displaystyle x\in W.}
(3) Funkcja {\displaystyle g^{-1}:g(W)\to \mathbb {R} ^{k}} jest ciągła.

## Współrzędne, mapy i atlasy
Funkcję {\displaystyle g} z definicji rozmaitości różniczkowej nazywa się parametryzacją w otoczeniu punktu {\displaystyle p.} Funkcję do niej odwrotną {\displaystyle f:=g^{-1}} nazywa się układem współrzędnych w otoczeniu punktu {\displaystyle p}. Parę {\displaystyle (V\cap M,f)} nazywa się mapą w otoczeniu punktu {\displaystyle p\in V\cap M.} Zbiór {\displaystyle V\cap M} nazywa się dziedziną mapy {\displaystyle (V\cap M,f).} Mapy oznacza się zwykle {\displaystyle (U,\varphi ),\ (V,\psi )} itd.
Na {\displaystyle k}-wymiarowej rozmaitości różniczkowej funkcje {\displaystyle x^{i}:=\pi ^{i}\circ \varphi \colon U\to \mathbb {R} ,\ i=1,\dots ,k,} gdzie {\displaystyle \pi ^{i}\colon \mathbb {R} ^{k}\to \mathbb {R} } oznacza rzutowanie na {\displaystyle i}-tą współrzędną względem bazy standardowej {\displaystyle \mathbb {R} ^{k},} tzn. funkcję daną wzorem
{\displaystyle \pi ^{i}(x_{1},\dots ,x_{k}):=x_{i},}
nazywa się współrzędnymi wyznaczonymi przez mapę {\displaystyle (U,\varphi ).}
Zbiór map {\displaystyle \{(U_{i},\varphi _{i})\}_{i\in I},} których dziedziny pokrywają całe {\displaystyle M,} nazywa się atlasem.
Mając dwie mapy {\displaystyle (U_{1},\varphi _{1}),\ (U_{2},\varphi _{2}),\ U_{1}\cap U_{2}\neq \emptyset ,} można jedne współrzędne przeliczać na drugie za pomocą odwzorowań zamiany współrzędnych {\displaystyle \varphi _{2}\circ \varphi _{1}^{-1}\colon \varphi _{1}(U_{1}\cap U_{2})\to \varphi _{2}(U_{1}\cap U_{2})} i {\displaystyle \varphi _{1}\circ \varphi _{2}^{-1}\colon \varphi _{2}(U_{1}\cap U_{2})\to \varphi _{1}(U_{1}\cap U_{2}).}

## Przestrzeń styczna do rozmaitości

### Definicja
Przestrzenią styczną do {\displaystyle k}-wymiarowej rozmaitości różniczkowej {\displaystyle M} w {\displaystyle \mathbb {R} ^{n}} w punkcie {\displaystyle p\in M} nazywa się obraz {\displaystyle \mathbb {R} ^{k}} przez pochodną parametryzacji {\displaystyle T_{p}M:=d\varphi ^{-1}(a)(\mathbb {R} ^{k}),} gdzie {\displaystyle \varphi ^{-1}(a)=p.} Ponieważ pochodna {\displaystyle d\varphi ^{-1}(a)} ma rząd {\displaystyle k,} to przestrzeń styczna {\displaystyle T_{p}M} jest {\displaystyle k}-wymiarową podprzestrzenią liniową {\displaystyle \mathbb {R} ^{n}.}

### Baza naturalna dla mapy
Mapa {\displaystyle (U,\varphi )} w otoczeniu punktu {\displaystyle p\in M} na {\displaystyle k}-wymiarowej rozmaitości różniczkowej indukuje bazę przestrzeni stycznej {\displaystyle T_{p}M} daną wzorami
{\displaystyle \partial _{i}:=d\varphi ^{-1}(a)(e_{i}),\quad i=1,\dots ,k,}
gdzie {\displaystyle a=\varphi (p),} a {\displaystyle (e_{i})_{i=1}^{k}} oznacza bazę standardową {\displaystyle \mathbb {R} ^{k}.} Nazywa się ją bazą naturalną dla mapy {\displaystyle (U,\varphi ).} Wektory tej bazy oznacza się także {\displaystyle {\frac {\partial }{\partial \varphi _{i}}},} {\displaystyle {\frac {\partial }{\partial x_{i}}}} lub podobnie.

## Odwzorowanie styczne
Przestrzeń styczna do rozmaitości pozwala uogólnić pojęcie pochodnej funkcji {\displaystyle f\colon \mathbb {R} ^{n}\to \mathbb {R} ^{m}} na przypadek funkcji pomiędzy rozmaitościami. Niech {\displaystyle M_{1}\subset \mathbb {R} ^{n_{1}},\ M_{2}\subset \mathbb {R} ^{n_{2}}} będą rozmaitościami różniczkowymi. Rozpatrzmy funkcję {\displaystyle f\colon M_{1}\to M_{2}.} Gdyby {\displaystyle M_{1},\ M_{2}} były zwykłymi, dowolnymi zbiorami, to niemożliwe byłoby różniczkowanie {\displaystyle f} nawet pomimo że {\displaystyle M_{1},\ M_{2}} to podzbiory {\displaystyle \mathbb {R} ^{n},} ponieważ pochodna jest zawsze zdefiniowana dla funkcji zdefiniowanej na zbiorze otwartym. Jednakże, ponieważ {\displaystyle M_{1},\ M_{2}} są rozmaitościami różniczkowymi i mają dodatkową strukturę, to można uogólnić pojęcie pochodnej funkcji {\displaystyle f\colon \mathbb {R} ^{n}\to \mathbb {R} ^{m}} na przypadek funkcji pomiędzy {\displaystyle M_{1}} i {\displaystyle M_{2}.}

### Definicja
Niech {\displaystyle M_{1}\subset \mathbb {R} ^{n_{1}},\ M_{2}\subset \mathbb {R} ^{n_{2}}} będą {\displaystyle k_{1}} i {\displaystyle k_{2}}-wymiarowymi rozmaitościami różniczkowymi, a {\displaystyle (U_{1},\varphi _{1}),\ (U_{2},\varphi _{2})} – mapami na nich. Powiemy, że funkcja {\displaystyle f\colon M_{1}\to M_{2}} jest różniczkowalna klasy {\displaystyle C^{r}} jeżeli {\displaystyle \varphi _{2}\circ f\circ \varphi _{1}^{-1}\colon \varphi _{1}(U_{1})\to \mathbb {R} ^{k_{2}}} jest różniczkowalne klasy {\displaystyle C^{r}.} Odwzorowaniem stycznym funkcji {\displaystyle f} w punkcie {\displaystyle p} nazywamy odwzorowanie {\displaystyle T_{p}f\colon T_{p}M_{1}\to T_{f(p)}M_{2}} dane wzorem
{\displaystyle T_{p}f(v):=d\varphi _{2}^{-1}(\varphi _{2}(f(p)))\circ d(\varphi _{2}\circ f\circ \varphi _{1}^{-1})(\varphi _{1}(p))(w),}
gdzie {\displaystyle w\in \mathbb {R} ^{k_{1}}} jest takim wektorem, że
{\displaystyle d\varphi _{1}^{-1}(\varphi _{1}(p))(w)=v.}

## Pola tensorowe na rozmaitości
Pole tensorowe na rozmaitości różniczkowej {\displaystyle M} to funkcja {\displaystyle t\colon M\to \bigcup _{p\in M}T_{s}^{r}(T_{p}M)} taka, że {\displaystyle t(p)\in T_{s}^{r}(T_{p}M)} dla każdego {\displaystyle p\in M,} gdzie {\displaystyle T_{s}^{r}(T_{p}M)} oznacza przestrzeń liniową tensorów typu {\displaystyle (r,s).} Innymi słowy pole tensorowe to funkcja, którą punktom z rozmaitości przypisuje tensor na przestrzeni stycznej do rozmaitości w tym punkcie.
Szczególne znaczenie mają antysymetryczne kowariantne pola tensorowe, czyli formy różniczkowe, ponieważ to jedyne pola tensorowe, które można całkować.

## Orientowalność i orientacja rozmaitości
Mówimy, że dyfeomorfizm {\displaystyle \Phi \colon U\to V} zbiorów otwartych w {\displaystyle \mathbb {R} ^{n}} zachowuje orientację jeżeli
{\displaystyle \det[d\Phi (x)]>0}
dla każdego {\displaystyle x\in U} i że zmienia orientację na przeciwną jeżeli
{\displaystyle \det[d\Phi (x)]<0}
dla każdego {\displaystyle x\in U.}
Powiemy, że atlas {\displaystyle A=\{(U_{i},\varphi _{i})_{i\in I}\}} jest zorientowany jeżeli dla dowolnych dwóch map {\displaystyle (U_{1},\varphi _{i}),\ (U_{2},\varphi _{2}),\ U_{1}\cap U_{2}\neq \emptyset } należących do atlasu {\displaystyle A} odwzorowanie zamiany współrzędnych {\displaystyle \varphi _{2}\circ \varphi _{1}^{-1}\colon \varphi _{1}(U_{1}\cap U_{2})\to \varphi _{2}(U_{1}\cap U_{2})} zachowuje orientację.
Rozmaitość różniczkową {\displaystyle M} nazywamy orientowalną jeżeli istnieje na niej atlas zorientowany.
Mówimy, że dwa atlasy {\displaystyle A_{1},\ A_{2}} na {\displaystyle M} są zgodnie zorientowane jeżeli ich suma {\displaystyle A_{1}\cup A_{2}} jest atlasem zorientowanym. Relacja zgodnego zorientowana jest relacją równoważności w rodzinie atlasów na {\displaystyle M} i w związku z tym wyznacza podział atlasów na klasy abstrakcji. Te klasy abstrakcji nazywa się orientacjami rozmaitości {\displaystyle M.} Parę: rozmaitość różniczkową {\displaystyle M} wraz z orientacją nazywa się rozmaitością różniczkową zorientowaną.

## Rozmaitości różniczkowe z brzegiem wRn{\displaystyle \mathbb {R} ^{n}}

### Definicja
Jeżeli w definicji rozmaitości różniczkowej zbiór otwarty {\displaystyle W} w {\displaystyle \mathbb {R} ^{k}} zastąpi się zbiorem otwartym {\displaystyle W} w {\displaystyle \mathbb {R} _{-}^{k}:=\{(x_{1},\dots ,x_{k})\in \mathbb {R} ^{k};\ x_{1}\leqslant 0\},} to otrzyma się tzw. rozmaitość różniczkową z brzegiem (w {\displaystyle \mathbb {R} ^{n}}).

### Brzeg rozmaitości różniczkowej
Brzegiem {\displaystyle n}-wymiarowej rozmaitości różniczkowej z brzegiem {\displaystyle M} nazywa się zbiór tych punktów {\displaystyle p\in M,} że dla pewnej parametryzacji {\displaystyle \varphi ^{-1}} w otoczeniu {\displaystyle p}
{\displaystyle \varphi ^{-1}(p)=(0,x_{2},\dots ,x_{n}).}
Brzeg oznacza się {\displaystyle \partial M.} W definicji brzegu wykorzystuje się pewną parametryzację, ale definicja jest niezależna od przyjętej parametryzacji. Niepusty brzeg {\displaystyle \partial M} {\displaystyle n}-wymiarowej rozmaitości różniczkowej z brzegiem {\displaystyle M} jest rozmaitością różniczkową {\displaystyle (n-1)}-wymiarową.

### Orientacja brzegu
Orientacja rozmaitości {\displaystyle M} zadana przez atlas {\displaystyle \{(U_{i},\varphi _{i})_{i\in I}\}} indukuje orientację brzegu {\displaystyle \partial M} zadaną przez atlas
{\displaystyle A_{0}:=\{(U_{i}\cap \partial M,\varphi _{i}|_{U_{i}\cap \partial M});\ U_{i}\cap \partial M\neq \emptyset ,\ i\in I\}.}

## Ogólne rozmaitości różniczkowe
Rozmaitości różniczkowe (zanurzone) w {\displaystyle \mathbb {R} ^{n}} są wystarczające na potrzeby wielu działów matematyki: analizy matematycznej, teorii optymalizacji, różniczkowych równań cząstkowych, nie są jednak wystarczające na potrzeby nowoczesnej fizyki. W fizyce rozmaitość różniczkowa modeluje czasoprzestrzeń jednakże użycie rozmaitości różniczkowych (zanurzonych) w {\displaystyle \mathbb {R} ^{n}} dla {\displaystyle n>4} rodziłoby wiele pytań:
(a) Dlaczego nie obserwujemy dodatkowych wymiarów?
(b) Jak wykryć dodatkowe wymiary?
(c) Ile wynosi {\displaystyle n}?
Itd. Z tego powodu rozmaitości różniczkowe (zanurzone) w {\displaystyle \mathbb {R} ^{n}} trzeba uogólnić na potrzeby fizyki. Robi się to „wymazując” odwołanie do {\displaystyle \mathbb {R} ^{n}} w definicji rozmaitości różniczkowej. Rozmaitość różniczkową definiuje się jako po prostu przestrzeń Hausdorffa (niekoniecznie podzbiór {\displaystyle \mathbb {R} ^{n}}) wraz ze zbiorem map na rozmaitości, czyli atlasem.
Takie ogólne rozmaitości mogą mieć znacznie bardziej skomplikowaną naturę. Poprzednie definicje przestrzeni stycznej i pochodnej funkcji {\displaystyle f\colon M_{1}\to M_{2}} tracą sens. Teraz przestrzeń styczną {\displaystyle T_{p}M} w punkcie {\displaystyle p\in M} definiuje się jako zbiór krzywych przechodzących przez punkt {\displaystyle p} tzn. funkcji postaci {\displaystyle \gamma :(-\epsilon ,\epsilon )\to M} takich, że {\displaystyle \gamma (0)=p,} przy czym utożsamia się ze sobą krzywe, które po przeniesieniu do {\displaystyle \mathbb {R} ^{n}} za pomocą układu współrzędnych {\displaystyle \varphi } mają równy wektor styczny w zerze, tzn. dla których
{\displaystyle \left.{\frac {d}{dt}}(\varphi \circ \gamma _{1})\right|_{t=0}=\left.{\frac {d}{dt}}(\varphi \circ \gamma _{2})\right|_{t=0}.}
Mówiąc ściślej wektory styczne definiuje się jako klasy abstrakcji względem relacji równoważności {\displaystyle \sim } zdefiniowanej powyższą równością. Ta relacja równoważności nie zależy od wyboru układu współrzędnych {\displaystyle \varphi .}
Funkcja {\displaystyle \Theta _{\varphi }\colon T_{p}M\to \mathbb {R} ^{n}} dana wzorem
{\displaystyle \Theta _{\varphi }([\gamma ]_{\sim }):=\left.{\frac {d}{dt}}(\varphi \circ \gamma )\right|_{t=0}}
jest bijekcją i pozwala przenieść strukturę przestrzeni liniowej z {\displaystyle \mathbb {R} ^{n}} do {\displaystyle T_{p}M} tzn. dodawanie i mnożenie przez skalar wektorów stycznych definiuje się
{\displaystyle [\gamma _{1}]_{\sim }+[\gamma _{2}]_{\sim }:=\Theta _{\varphi }^{-1}(\Theta _{\varphi }([\gamma _{1}]_{\sim })+\Theta _{\varphi }([\gamma _{2}]_{\sim }))}
{\displaystyle \alpha \cdot [\gamma ]_{\sim }:=\Theta _{\varphi }^{-1}(\alpha \cdot \Theta _{\varphi }([\gamma ]_{\sim }))}
Za pomocą {\displaystyle \Theta _{\varphi }} można także zdefiniować pochodną funkcji postaci {\displaystyle f\colon M_{1}\to M_{2}} tzn. funkcji pomiędzy rozmaitościami.
Mimo różnic idea w przypadku ogólnych rozmaitości różniczkowych pozostaje taka sama.

## Przykłady
(1) Zbiór otwarty {\displaystyle U} w {\displaystyle \mathbb {R} ^{n}} jest trywialnym przykładem {\displaystyle n}-wymiarowej rozmaitości różniczkowej. W jego przypadku wystarczy atlas złożony tylko z jednej mapy {\displaystyle (U,\mathrm {id_{U}} ),} gdzie {\displaystyle \mathrm {id_{U}} } jest identycznością na {\displaystyle U,} czyli funkcją {\displaystyle \mathrm {id} _{U}\colon U\to \mathbb {R} ^{n}} daną wzorem
{\displaystyle \mathrm {id} _{U}(x):=x.}
W szczególności {\displaystyle \mathbb {R} ^{n}} jest {\displaystyle n}-wymiarową rozmaitością różniczkową.
(2) Niech {\displaystyle U\subset \mathbb {R} ^{n}} będzie zbiorem otwartym. Wykres funkcji {\displaystyle f\colon U\to \mathbb {R} ^{m}} tzn. zbiór
{\displaystyle \mathrm {graf} f:=\{(x,y)\in \mathbb {R} ^{n+m};\ y=f(x)\}}
jest dosyć trywialną {\displaystyle n}-wymiarową rozmaitością różniczkową w {\displaystyle \mathbb {R} ^{n+m}} o ile funkcja {\displaystyle f} jest klasy {\displaystyle C^{\infty }.} W jej wypadku wystarczy atlas złożony tylko z jednej mapy {\displaystyle (\mathrm {graf} f,\varphi ),} gdzie {\displaystyle \varphi } jest dane wzorem
{\displaystyle \varphi (x,y):=x.}
(3) Najprostszą nietrywialną rozmaitością różniczkową jest okrąg jednostkowy {\displaystyle M:=\{(x,y)\in \mathbb {R} ^{2};\ x^{2}+y^{2}=1\}.} W tym wypadku potrzebne są już co najmniej dwie parametryzacje i dwa układy współrzędnych. Pierwszą parametryzację można zdefiniować jako {\displaystyle \varphi _{1}^{-1}:(-\pi ,\pi )\to \mathbb {R} ^{2},}
{\displaystyle \varphi _{1}^{-1}(\phi ):=(\cos \phi ,\sin \phi ).}
Parametr {\displaystyle \phi } jest kątem mierzonym od osi {\displaystyle x,} przy czym punktom poniżej osi {\displaystyle x} przypisujemy ujemny kąt. Ta parametryzacja wystarcza do sparametryzowania całego {\displaystyle M} z wyjątkiem punktu {\displaystyle (-1,0).} W jego okolicach potrzebna jest jakaś inna parametryzacja.
Układ współrzędnych {\displaystyle \varphi _{1}\colon M\setminus \{(-1,0)\}\to \mathbb {R} } jest dany wzorem
{\displaystyle \varphi _{1}(x,y)={\begin{cases}\operatorname {arctg} \left({\frac {y}{x}}\right)&{\text{w prawej połowie okręgu,}}\\{\frac {\pi }{2}}&{\text{gdy }}(x,y)=(0,1),\\\pi +\operatorname {arctg} \left({\frac {y}{x}}\right)&{\text{w górnej lewej ćwiartce}},\\-{\frac {\pi }{2}},&{\text{gdy }}(x,y)=(0,-1),\\\operatorname {arctg} \left({\frac {y}{x}}\right)-\pi &{\text{w dolnej lewej ćwiartce.}}\end{cases}}}
Powyższy układ współrzędnych nie pokrywa punktu {\displaystyle (-1,0).} W jego otoczeniu trzeba wybrać inną parametryzację i układ współrzędnych. Np. {\displaystyle \varphi _{2}^{-1}:\left(-{\frac {\pi }{2}},{\frac {\pi }{2}}\right)\to \mathbb {R} ^{2}} dane wzorem
{\displaystyle \varphi _{2}^{-1}(\phi ):=(-\cos \phi ,\sin \phi )}
oraz {\displaystyle \varphi _{2}:\{(x,y)\in \mathbb {R} ^{2};\ x^{2}+y^{2}=1,\ x<0\}\to \mathbb {R} } dane wzorem
{\displaystyle \varphi _{2}(x,y)=-\operatorname {arctg} \left({\frac {y}{x}}\right).}
(4) Niepusty przedział {\displaystyle (a,b)} jako zbiór otwarty w {\displaystyle \mathbb {R} } jest rozmaitością różniczkową. Można zadać pytanie czy przedział {\displaystyle [a,b]} jest także rozmaitością różniczkową. Odpowiedź jest przecząca. Przedziału {\displaystyle [a,b]} w okolicach punktów {\displaystyle a} i {\displaystyle b} nie da się sparametryzować, tzn. dla punktów {\displaystyle a} i {\displaystyle b} nie da się znaleźć zbiorów otwartych {\displaystyle V,W\subset \mathbb {R} } i funkcji {\displaystyle g\colon W\to \mathbb {R} } z definicji rozmaitości różniczkowej, które by ją spełniały. Jednakże przedział {\displaystyle [a,b]} jest rozmaitością różniczkową z brzegiem równym {\displaystyle \partial M=\{a,b\}.}